# بلوچی رخشانی
بلوچی رخشانی یا بلوچی غربی یا بلوچی سرحدی از گویش‌های پرتکلم زبان بلوچی است. این گویش دارای چندین لهجهٔ مهم می‌باشد و توسط بلوچ‌های ساکن پاکستان، ایران، افغانستان و ترکمنستان گویش می‌شود. وبگاه گلاتولوگ این گویش را زیرمجموعهٔ بلوچی غربی طبقه‌بندی کرده‌است.

## ضمایر
| ضمایر   | فارسی | رخشانی    | مکرانی   |
| ------- | ----- | --------- | -------- |
| اول شخص | من    | من        | من       |
| دوم شخص | تو    | تهٔ        | تَو       |
| سوم شخص | او    | آ - آئی   | آ - آیی  |
| اول جمع | ما    | ئما/هٔما   | مِشما/ما  |
| دوم جمع | شما   | شما       | شما      |
| سوم جمع | ایشان | آوان      | آیاں     |
| ----    | ----  | مُشما/مَشما | ما وَ شُما |

## رخشانی سرحدی
یکی از زیر لهجه‌های رخشانی، لهجه سرحدی است که این زیر لهجه بیشتر از زبان فارسی متأثر است و در آن واژه‌ها، ترکیبات و حتی ساختمان دستوری زبان فارسی بیشتر دیده می‌شود؛ یعنی واژه‌هایی از فارسی جدید را پس از تغییرات آوایی و همچنین تعدادی از ساخت‌های دستوری فارسی را در این لهجه مورد استفاده قرار داده‌اند. برای مثال واژه‌هایی از فارسی را که به «های غیر ملفوظ» ختم گردیده‌اند پس از تبدیل «ه» به «گ» در نظر گرفته و «ه» را به «گ» تبدیل کرده و در زیر لهجه سرحدی به کار می‌برند، مانند:واژه «بیگانه» که در زیر لهجه سرحدی تبدیل شده‌است به (بیگانگ) و دیگر مثال‌ها. بلوچی سرحدّی شامل مصدر، وجه وصفی (اسم فاعل و اسم مفعول) و اسم مصدر است، که همه از ستاک فعل و پسوندهای خاصی ساخته می‌شوند.

## رخشانی شمالی یا (مربوط بلوچستان اشغالی شمالی)
رخشانی شمالی شباهت‌هایی با رخشانی سرحدی دارد و رخشانی ترکمنستانی هم از بلوچی رخشانی سرچشمه گرفته‌است. تفاوت رخشانی شمالی با رخشانی سرحدی این است که: در زمان ماضی نقلی حرف «گ» از رخشانی شمال حذف شده‌است اما همچنان در سرحدی پابرجا است؛ مثال:
| رخشانی سرحدی        | رخشانی بلوچستان شمالی | فارسی    |
| ------------------- | --------------------- | -------- |
| نشته‌گون/نشتگ اون    | نشته‌اون               | نشسته‌ام  |
| شته اون/شتگ اون     | شوته‌اون               | رفته‌ام   |
| وانته‌گون/وانتگ اون  | وانته‌اون              | خوانده‌ام |
| دیسته گون/دیستگ اون | دیسته‌اون              | دیده‌ام   |
| زانته‌گون/زانتگ اون  | زانته‌اون              | دانسته‌ام |

رخشانی شمالی در استان (ولایت)‌های نیمروز، فراه، هلمند، قندهار، هرات و گاهی استان (ولایت)‌های شمالی افغانستان تکلم می‌شود.

## رخشانی ترکمنستان
بلوچ‌های ترکمنستان به گویشی از زبان بلوچی سخن می‌گویند که به لهجهٔ بلوچی‌های افغانستان بسیار نزدیک است. گویش بلوچ‌های ترکمنستان متعلق به لهجهٔ رخشانی یکی لهجه‌های زبان بلوچی است. البته گویش بلوچی ترکمنستان تعدادی ویژگی‌های آوایی و گرامری خاص خود را نیز داراست.  ایوان آی زاروبین از پیشگامان مطالعات بلوچی در روسیه بود. او گروهی از جوانان مستعد ترکمنستان را به‌منظور پیشبرد تحقیقات خود در سن پترزبورگ تعیین نمود.
در این گویش هیچ‌گونه واژهٔ حلقی وجود ندارد. حالت اخباری افعال در زبان بلوچی یک سیستم غنی از حالات زمانی افعال را به وجود آورده‌است که معنایی مشترک و معین دارند (یعنی تأکید بر عملگرایی واقعی در زمان حال، گذشته و آینده). البته تفسیر این افعال ممکن است در شرایط عرف، زمان و مکان یا مفرد و جمع بودن آن‌ها متفاوت باشد. تعدادی از این «زمان‌های فعل» در گویش‌های متعدد بلوچی متفاوت است. ساده‌ترین سیستم زمان‌های افعال (با تعداد کمتری از اشکال ابداعی) را می‌توان در گویش بلوچی ترکمنستان یافت. در این گویش تنها پنج «زمان فعل» وجود دارد.
| زمان‌ها              | بلوچی                          | فارسی                               |
| ------------------- | ------------------------------ | ----------------------------------- |
| زمان حال- آینده     | man kār-a kanīn man-a raīn     | من کار می‌کنم من می‌روم               |
| زمان گذشته ساده     | man kār kurtun man šutun       | من کار کردم من رفتم                 |
| زمان گذشتهٔ استمراری | man kār-a kurtun man-a šutun   | من داشتم کار می‌کردم من داشتم می‌رفتم |
| زمان ماضی نقلی      | man kār kurtá un man šutá un   | من کار کرده‌ام من رفته‌ام             |
| زمان گذشتهٔ کامل     | man kār kurt-átun man šut-átun | من کار کرده بودم من رفته بودم       |

البته زمان‌های دیگری برای افعال در زبان بلوچی نیز وجود دارد. همچنین افعال کمکی نیز در جای جای بلوچی وجود دارند، به‌طور مثال:
| بلوچی             | فارسی           |
| ----------------- | --------------- |
| man rawagā-y-un   | من دارم می‌روم   |
| man rawagā-y-atun | من داشتم می‌رفتم |

هرچند در منطقهٔ سرحد بلوچستان ایران نیز زمان‌های گذشتهٔ استمراری حفظ شده‌اند.
معنای آوایی اشکال افعال (نحوهٔ تلفظ) به نمود یا شیوهٔ عمل کلامی وابسته است. به‌طور کلی استنتاج بر اساس یافته‌های مطالعات ما نشان دهندهٔ ویژگی‌ای در زبان بلوچی است که تفاوت میان زمان‌های مختلف یک فعل واحد را در شکل آوایی آن نشان می‌دهد، که می‌توان گفت این ویژگی تا حد زیادی مختص زبان بلوچی است، به‌خصوص معانی اشکال جدید توصیفی، همانند اشکال زمان‌های حال استمراری و گذشتهٔ استمراری در گویش رخشانی.
این رویه در واقع بیش از تمام گویش‌های بلوچی در لهجهٔ رخشانی مشاهده می‌شود. این امر ممکن است یکی از دلایلی باشد که چرا گویش رخشانی از اهمیت فزاینده‌ای به عنوان یک ابزار ادبی نوین برخوردار است و اینکه این گویش هم‌اکنون بیشترین پتانسیل را برای توسعه به یک زبان ادبی استاندارد در بلوچی داراست.
اهمیت بالای زبان ادبی استاندارد در بلوچی را نمی‌توان نادیده گرفت، نیاز به یک استاندارد پذیرفته شدهٔ جهانی که مورد استفادهٔ تمام سخنوران بلوچ قرار گیرد، به‌شدت احساس می‌شود. روشنفکران و فرهنگیان بلوچ هم‌اکنون بیش از گذشته به اهمیت این موضوع پی برده‌اند.
در گویش بلوچی ترکمنستان یک ضمیر خاص فراگیر وجود دارد بنام "' māšmā "' یعنی "ما و شما". این ضمیر به صورت زیر تعریف می‌شود.
- حالت فاعلی؛ māšmā
- حالت مضاف الیه (ملکی)؛ māšmay
- حالت مفعولی؛ māšmārā

سه شیوه برای صرف کلمات، اسامی و ضمایر در این گویش وجود دارد. حالت غیرمستقیم که اغلب برای ساخت افعال استفاده می‌شود در گویش بلوچی ترکمنستان وجود ندارد ولی افعال گذشتهٔ متغیر به‌طور فعال مورد استفاده قرار می‌گیرند.
| بلوچی                            | فارسی                       |
| -------------------------------- | --------------------------- |
| man trā dīstun                   | من تو را دیدم               |
| murād watī kitābā pa ammā wānt-ī | مراد کتابش را برای ما خواند |
| dušman āī dast-u-pādānā bastant  | دشمن دست و پای او را بستند  |

برخی از اجزای سازندهٔ افعال بتدریج ازین گویش حذف شده‌اند، اما هنوز آثاری از آن‌ها وجود دارند. ضمیر بی‌تکیه (یا پسوند ضمیر) سوم شخص مفرد اغلب با افعال متعدی و گاهی بدون افعال متعدی استفاده می‌شوند.
| رخشانی ترکمنستان | رخشانی افغانی | پارسی        |
| ---------------- | ------------- | ------------ |
| gušt-ī           | ā gušt        | او گفت       |
| kurt-ī           | ā kurt        | او انجام داد |
| šut-ī            | ā šut         | او رفت       |
| jist-ī           | ā jist        | او فرار کرد  |

باید اشاره کرد که پسوند ضمایر آنچنان که در بیشتر لهجه‌های بلوچی شایع است در گویش ترکمنستان مورد استفاده قرار نمی‌گیرد (همچنین در زبان فارسی خیلی رایج است).
فرهنگ واژگان گویش بلوچی ترکمنستان تا به امروز به‌درستی مورد مطالعه قرار نگرفته‌است، اما قدر مسلم اینکه این واژگان ریشه‌ای ایرانی دارند، همین‌طور نیز تمام دیگر گویش‌های بلوچی.
بی شک تعداد زیادی از کلمات به زبان بلوچی راه یافته‌اند، بیشترین تعداد کلمات وارد شده به بلوچی منشأ فارسی و عربی (از طریق فارسی) دارند. بلوچ‌های ترکمنستان علاوه بر این، برخی از کلمات را در طول تاریخ در دوران شوروی سابق، از فرهنگ و زبان روسیه و ترکمنستان به زبان خود وارد نموده‌اند.
به‌طورمسلم برآورد تعداد کلمات وارد شده به بلوچی دشوار است، زیرا تاکنون هیچ فرهنگ لغت جامع بلوچی گردآوری نشده‌است. با این حال بر اساس مجموعه داستان‌های عامیانهٔ بلوچی زاروبین، ژوزف الفبنین فرهنگ لغتی از بلوچ‌های ماری ترکمنستان را تهیه کرده که اطلاعات مربوط به ریشهٔ برخی از لغات را ارائه داده‌است.

## رخشانی تاجیکستان

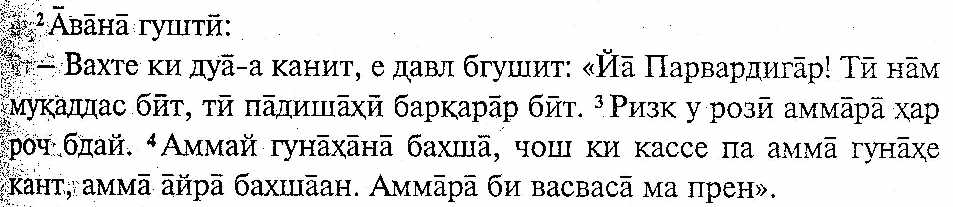
خط بلوچ‌های تاجکستان، که شباهت زیادی با رخشانی ترکمنستان و افغانستان دارد

در کشور تاجیکستان بنابر آمار متخلف تعداد بلوچ‌های رخشانی نزدیک به ۵۰۰۰ هزار نفر است که زبان شان بلوچی رخشانی یا بلوچی غربی است.